# Col de la Forclaz (Frankrijk)
De Col de la Forclaz (ook wel: Forclaz-de-Montmin) is een bergpas in de Franse Alpen, gelegen in het departement Haute-Savoie. De pas heeft een hoogte van 1157 meter en is gelegen tussen de Forclaz en de Le Collet. Vanaf de pas is er een uitzicht op de nabijgelegen La Tournette met een hoogte van 2351 meter en op het meer van Annecy. Ook in Zwitserland ligt er een bergpas met de naam Col de la Forclaz.

## Sport
De bergpas wordt voor diverse sporten gebruikt. Aan de zijde van het dorp Montmin wordt de helling in de wintermaanden gebruikt voor wintersporten. De zijde van het meer van Annecy leent zich voor parapente en zeilvliegen. Er zijn in de jaren 2004, 2009 en 2012 wereldbekerwedstrijden parapente geweest.
De pas is ook diverse malen onderdeel geweest van wielerwedstrijden. De Ronde van Frankrijk heeft driemaal over de pas geleid, die als eerste categorie berg is aangeduid. De volgende doorkomsten waren er, met daarbij de renner die als eerste boven was:
- 1959, 19e etappe: Saint-Vincent - Annecy. Rolf Graf (Zwi)
- 1997, 15e etappe: Courchevel - Morzine. Laurent Jalabert (Fra)
- 2004, 17e etappe: Bourg-Saint-Maurice - Le Grand-Bornand. Richard Virenque (Fra)
- 2016, 19e etappe: Albertville - Saint-Gervais Mont Blanc. Thomas De Gendt (Bel)